# Kaufhaus Peek & Cloppenburg Berlin

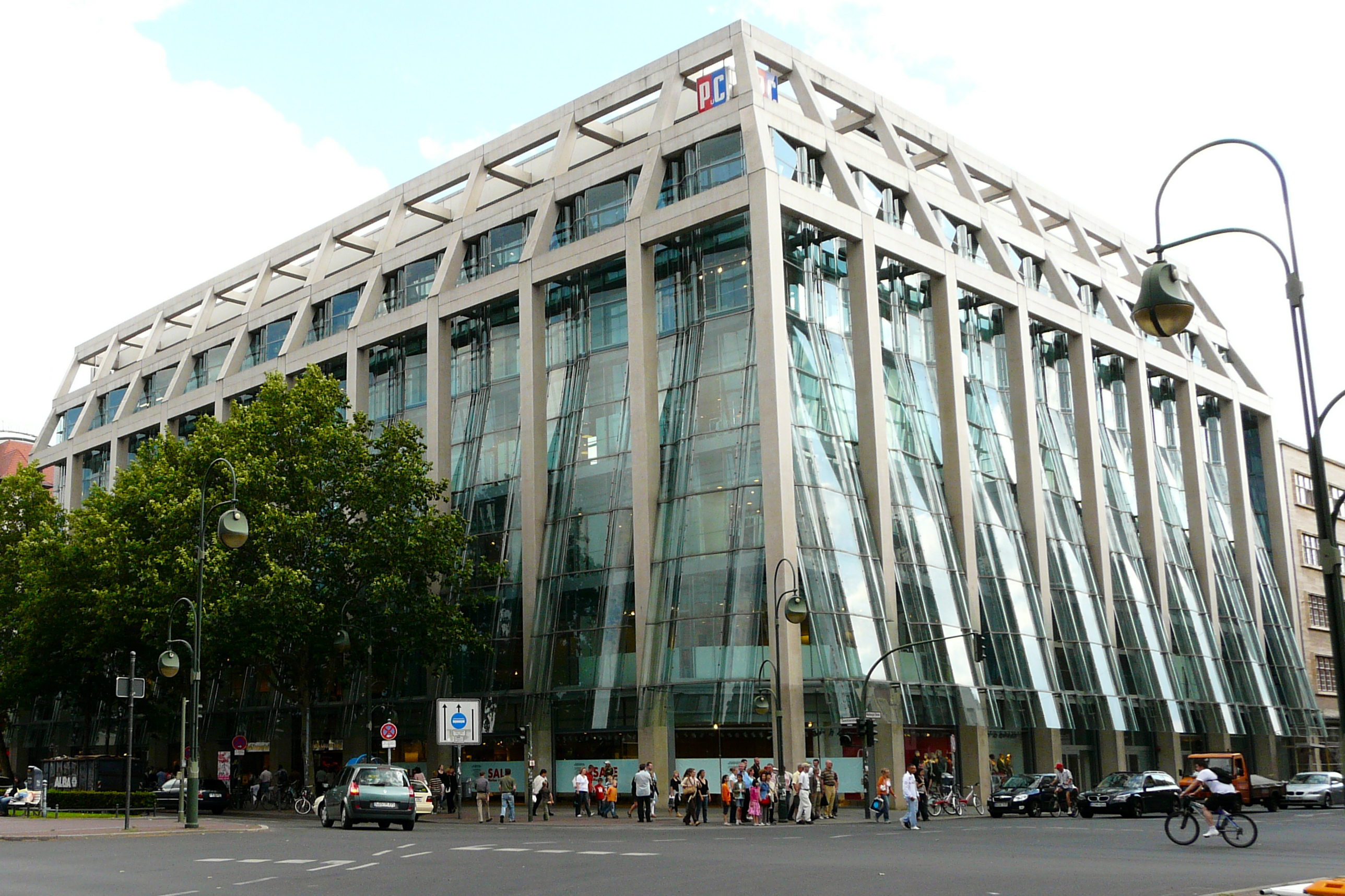
Kaufhaus Peek & Cloppenburg, Tauentzien- / Ecke Nürnberger Straße

Das Kaufhaus Peek & Cloppenburg ist ein von der gleichnamigen Modehauskette Peek & Cloppenburg errichtetes und betriebenes Warenhaus in der Tauentzienstraße im Berliner Ortsteil Schöneberg. Es wurde von 1993 bis 1995 nach einem Entwurf der Architekten Gottfried und Peter Böhm errichtet. Das Gebäude ist das zweite von derzeit sechs sogenannten Weltstadthäusern von Peek & Cloppenburg.

## Geschichte

### Vorgängerbauten

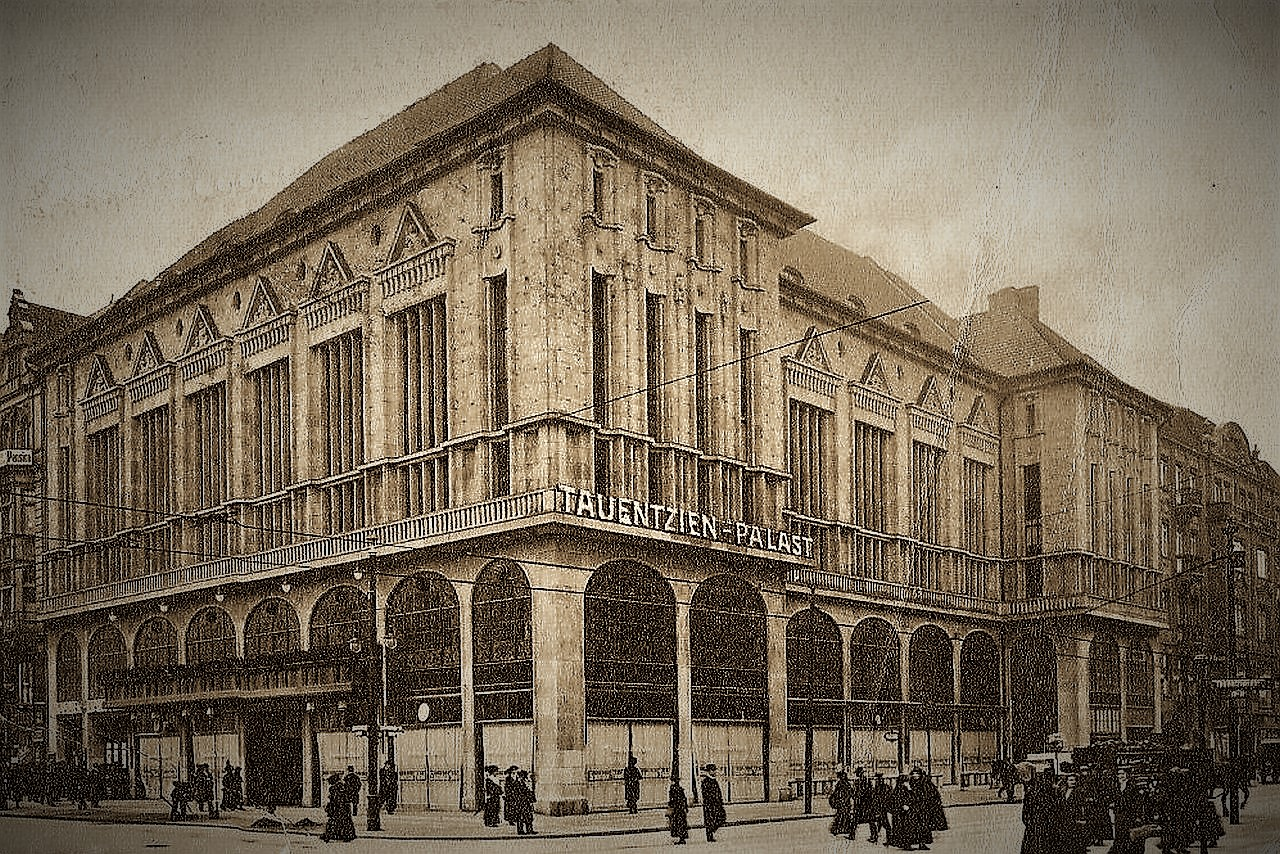
Tauentzienpalast, noch ohne Geschäfte, um 1914

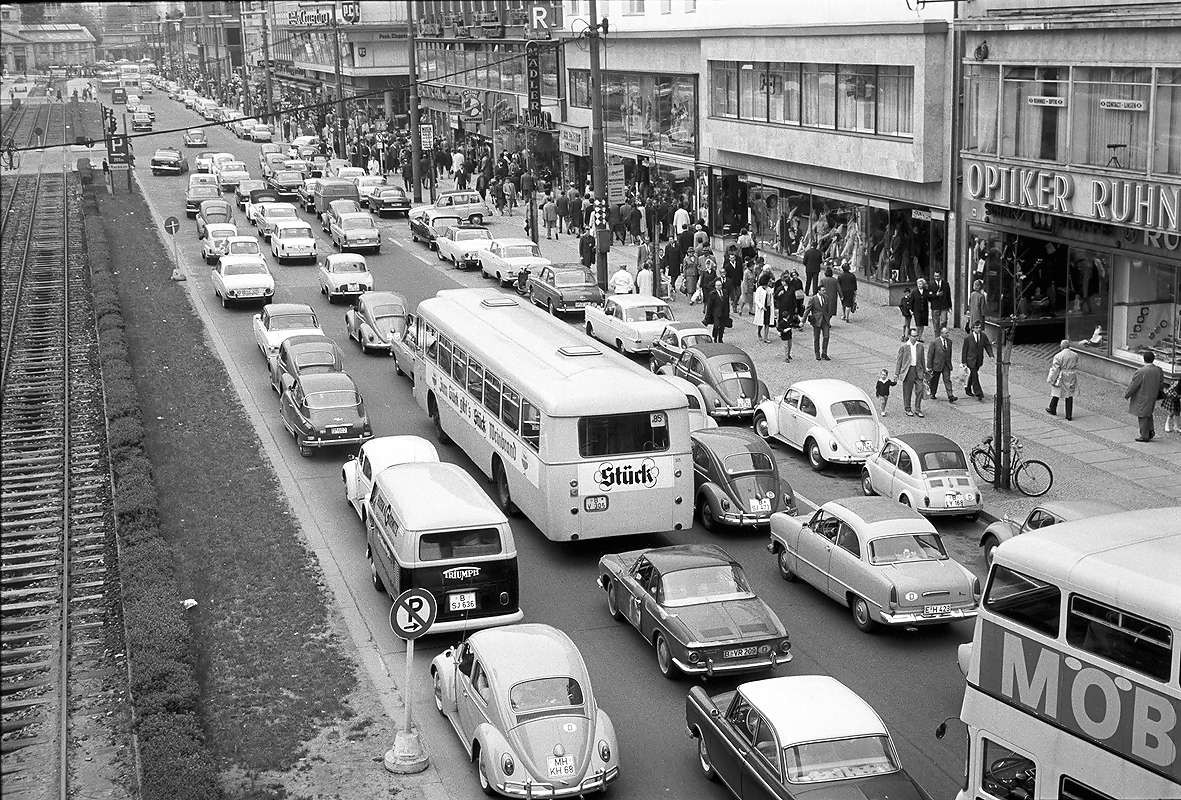
Tauenzienstraße mit P&C-Gebäude, 1965

Auf dem Eckgrundstück an der Tauentzienstraße, auf dem später das heutige Kaufhaus entstand, befand sich von 1913 bis 1945 der Tauentzienpalast, ein Großkino mit angeschlossenem Caféhausbetrieb, direkt angrenzend an den Femina-Palast. Neben dem Großraumkino beherbergte er später auch Einzelhandelsgeschäfte wie Woolworth, Gerson und Horn. Nach Kriegsschäden wurde der Tauentzienpalast in den 1950er Jahren abgerissen. Im Jahr 1956 wurde an dieser Stelle nach Plänen der Architekten Hanns Dustmann und Paul Schwebes ein halbhohes Geschäftsgebäude für Peek & Cloppenburg errichtet.

### Neubau des Kaufhauses
Harro Uwe Cloppenburg, seit 1986 Geschäftsführer von Peek & Cloppenburg, erstrebte den Bau architektonisch markanter Filialhäuser, sogenannter Weltstadthäuser, in deutschen Großstädten. Nach dem ersten Weltstadthaus auf der Zeil in Frankfurt am Main, das 1988 nach Plänen des Architekturbüros RKW errichtet worden war, entstand zwischen 1993 und 1995 das Berliner Weltstadthaus an der Tauentzienstraße. Hierfür zeichnete der Kölner Architekt Gottfried Böhm, der wenige Jahre zuvor als erster Deutscher mit dem Pritzker-Preis ausgezeichnet worden war, sowie dessen Sohn Peter Böhm verantwortlich. Für den Bau wurden die Grundstücke Tauentzienstraße 19a und 19b zusätzlich erworben.
Es folgten weitere Weltstadthäuser nach Entwürfen renommierter Architekten: Herbert Müller-Hartburg entwarf 1998 das Haus an der Mariahilferstraße in Wien, Richard Meier das Stammhaus an der Düsseldorfer Schadowstraße (2001), Renzo Piano das Weltstadthaus in Köln an der Schildergasse (2005) und David Chipperfield schließlich 2011 das Weltstadthaus in Wien an der Kärntnerstraße.
Für den Neubau des Berliner Weltstadthauses wurde der Verkaufsbetrieb im 1956 errichteten Vorgängerbau Anfang Januar 1994 eingestellt und das Gebäude abgerissen. Nach rund einjähriger Bauzeit wurde das Kaufhaus am 29. März 1995 eröffnet. Der Neubau verfügte bei Eröffnung über eine Nutzfläche von etwa 20.000 m², wovon rund 14.000 m² auf Verkaufsflächen entfielen. Insgesamt fanden dort fast 600 Angestellte Beschäftigung, rund 350 mehr als im vorherigen Gebäude. Der Bau des Kaufhauses wurde aufgrund der ursprünglich veranschlagten, ambitionierten Bauzeit von nur neun Monaten als „schnellste Baustelle Europas“ bezeichnet. Mehrere Unfälle, Anwohnerbeschwerden über nächtlichen Baulärm sowie Umsatzeinbußen benachbarter Geschäfte sorgten während der Bauphase für öffentliche Kritik.

### Erweiterung
Ab 2005 plante das Unternehmen eine Erweiterung auf das angrenzende Grundstück Nürnberger Straße 56, das ursprünglich zum Femina-Palast gehörte. Die Architekten Hans Bielenberg und Josef Moser hatten den Femina-Palast 1920 mit einer streng gegliederten, heute denkmalgeschützten Travertinfassade versehen. Hinter dieser durchgängig zu erhaltenden Fassade wurde das Gebäude in unterschiedliche Nutzungs- und Eigentumsbereiche aufgeteilt: Die Nürnberger Straße 56 wurde durch Peek & Cloppenburg genutzt, die Nürnberger Straße 55–50 wurde zum Ellington-Hotel.

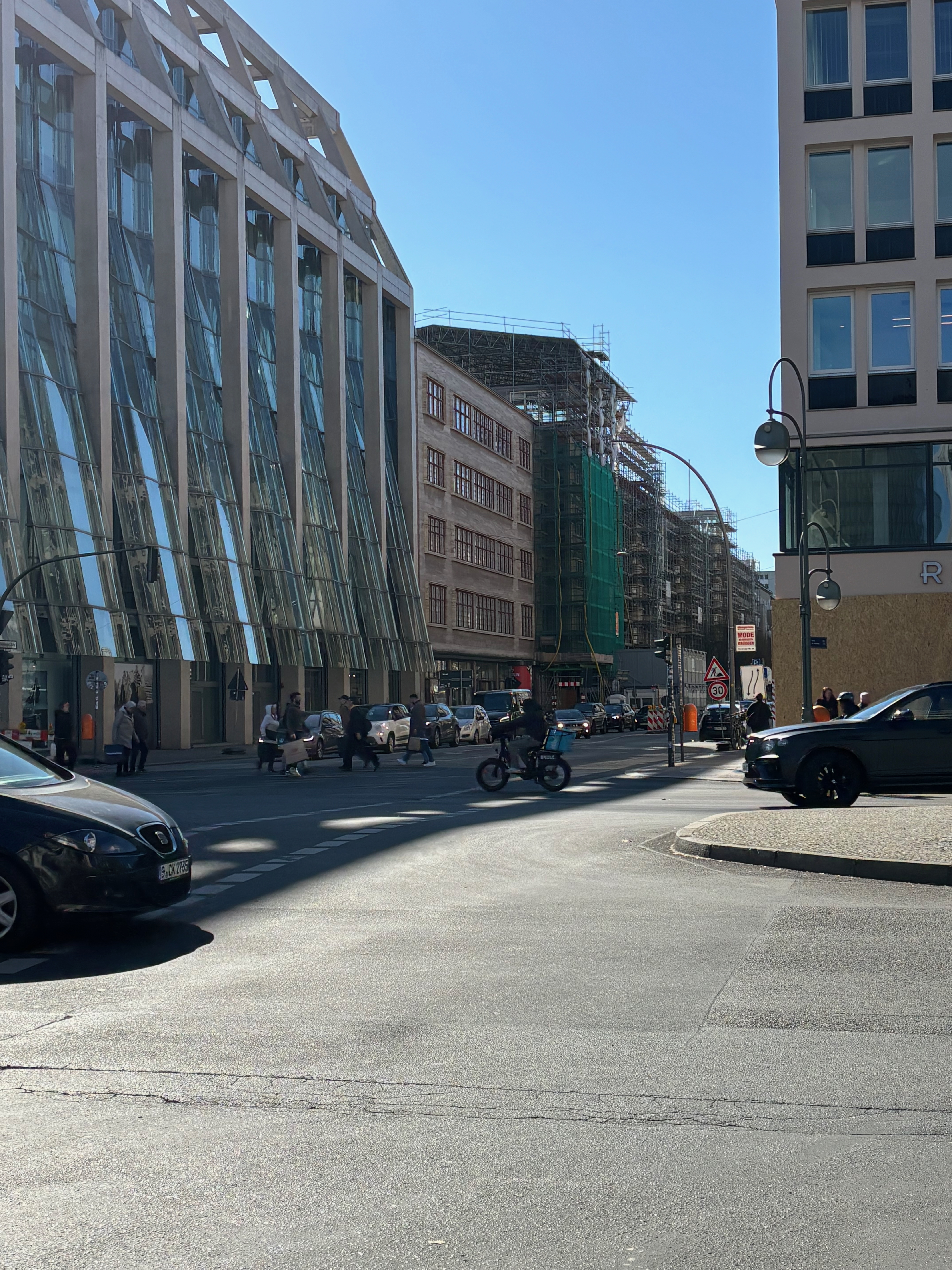
P&C-Front 2025, anschließend Ellington-Umbau mit Gerüst

Zur Wahrung des denkmalgeschützten Bestands entwickelte das Kölner Architekturbüro um Paul Böhm einen Erweiterungsbau, der den Altbau vollständig umschließt: Sowohl die Straßenfassade als auch Teile des Dachs und der ursprünglichen Hoffassade blieben erhalten und wurden in den Neubau integriert. Im neuen rückwärtigen Hofbereich, überdacht von einer Glashaube, wurde das architektonische Raster des ersten Bauabschnitts aus den 1990er Jahren weitergeführt, ebenso wie dessen Materialität mit Sichtbetonstützen.

## Architektur

### Konstruktion und Fassade

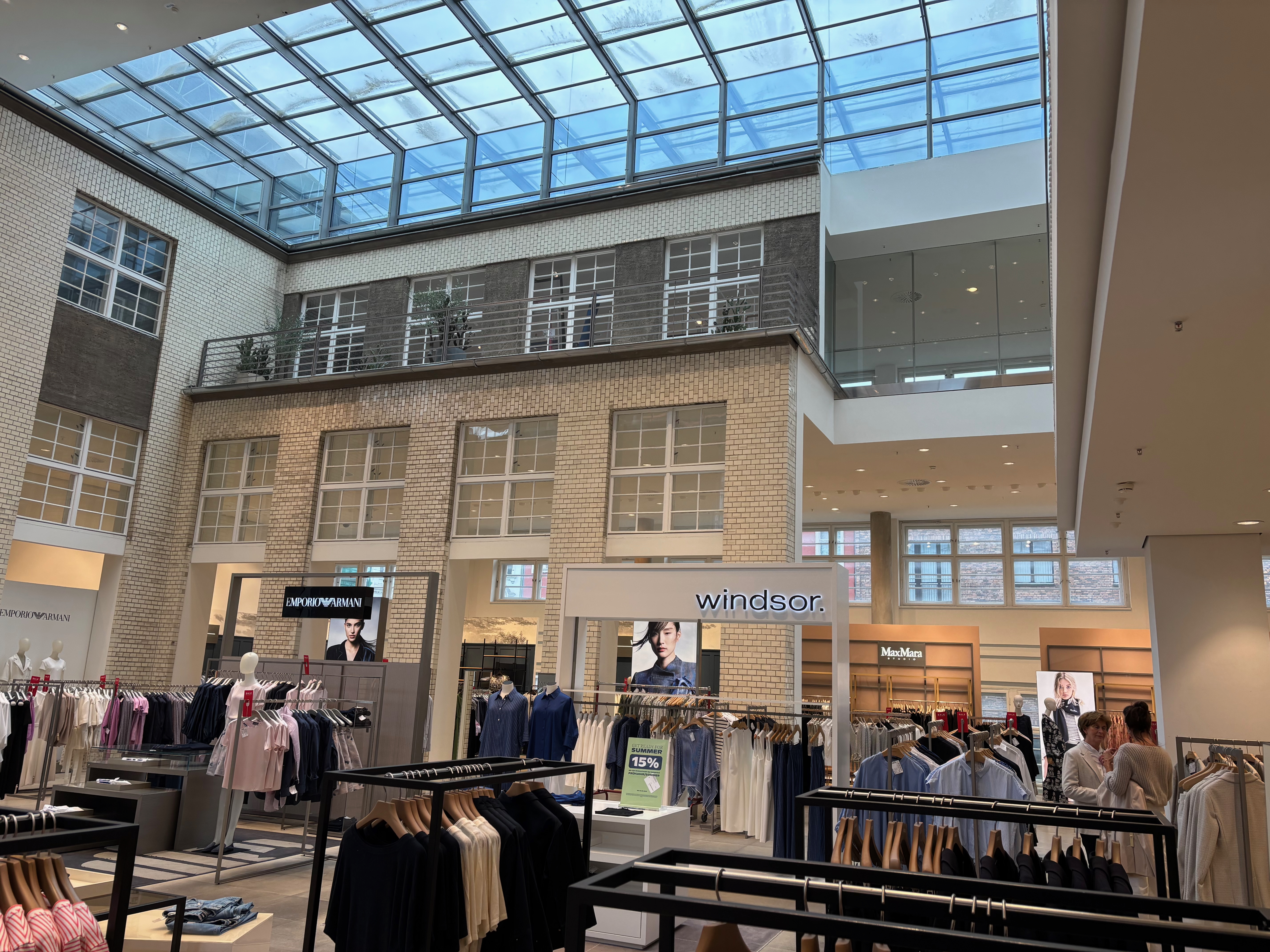
Innenhof des Erweiterungsbaues

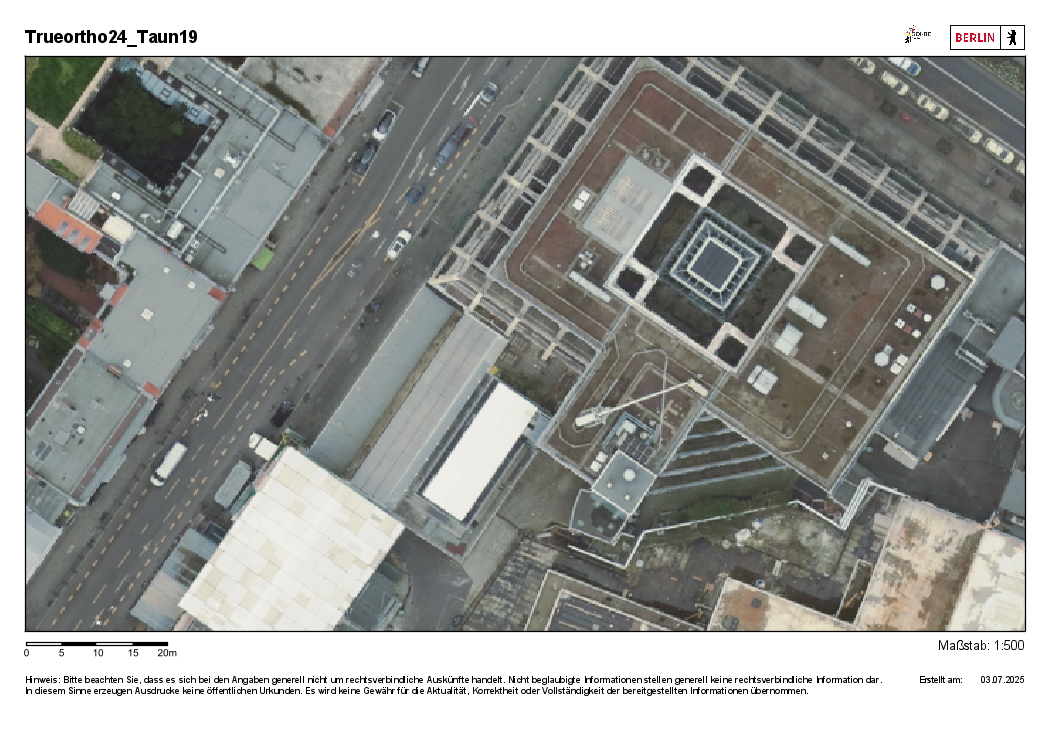
Haupt- und Erwetierungsgebäude von oben

Das äußere Tragwerk des siebengeschossigen Gebäudes besteht aus 23 Meter hohen Stahlbetonstützen und -streben aus Fertigteilen, die mit dem Schleuderbetonverfahren angefertigt wurden. In den oberen beiden Geschossen ist das Gebäude zurückgestaffelt, wodurch das Tragwerk dort nach hinten abknickt. Die dadurch gebildete Form erinnert an ein Walmdach und nimmt so auf benachbarte Gebäude wie beispielsweise das KaDeWe Bezug.
Die zweischalig aufgebaute Fassade besteht aus gewellten Glasscheiben und Stahlprofilen. Die äußere Glasschale, die über der Mitte schräg auskragt, tritt aus der Bauflucht hervor und bildet über dem öffentlichen Gehweg ein schützendes Regendach. Aus dem nach oben offenen Luftraum zwischen äußerer und innerer Glasschale kann warme Luft entweichen, sodass ein Hitzestau vermindert wird.
Die Fassadengestaltung ist ein Beispiel für „sprechende Architektur“ (architecture parlante): Die gewellte Glasfassade spannt sich wie ein Vorhang zwischen die Sichtbetonstützen und erinnert in ihrer Form an ein textiles Gewand oder einen fallenden Rock. Damit verweist die äußere Gestaltung auf die Nutzung des Gebäudes als Modekaufhaus.

### Innenraum
Die Verkaufsflächen im Inneren sind um ein Atrium gruppiert, das durch ein Oberlicht in Form einer Pyramide belichtet wird. Darin befindet sich ein Deckengemälde von Markus Böhm, der ebenfalls Teil der Architektenfamilie Böhm ist. Vom Atrium aus führen mehrere Rolltreppen in die Verkaufsebenen.